# Audi A6 IV
Cet article concerne la quatrième génération de l’Audi A6. Pour des informations générales sur l’Audi A6, consultez Audi A6.
L'Audi A6 C7 (désignation de type interne 4G) est un modèle de voiture d’Audi de la catégorie grande routière et a été proposée en tant que quatrième génération de l'Audi A6.
En mars 2018, lors du 88e Salon international de l'automobile de Genève, Audi présente la successeur de la berline, l'A6 C8. L'A6 C8 Avant a été présentée à l'automne 2018.

## Historique du modèle

### Présentation
Le véhicule a été officiellement dévoilé le 1er décembre 2010, faisant ses débuts publics officiels au Salon international de l'automobile d'Amérique du Nord et a été mis en vente le 1er avril 2011.

### Fabrication et lancement
Le véhicule était produit à Neckarsulm, entre autres. En revanche, la version à empattement long, l’Audi A6L, est spécifiquement fabriquée pour le marché chinois dans l'usine FAW-Volkswagen de Changchun. L'assemblage en Complete Knock Down de l'A6 a lieu dans les usines d'Aurangabad, de Jakarta (Cakung) et de Monterrey.
En avril 2011, la berline est arrivée sur le marché. La version break Avant a suivi en septembre 2011. Comme pour les deux générations d’A6 précédentes, une variante au look tout-terrain appelée A6 allroad quattro, qui est en production depuis début 2012, est également disponible. La production d'une variante hybride a également commencé au même moment.

### Général
L'Audi A6 C7 se différencie de sa devancière, la C6, par un changement de plateforme. Comme les Audi A4 B8, A5 et A7 Sportback avant elle, la C7 est basée sur la « matrice longitudinale modulaire » (MLB) d'Audi. En inversant la position de l'embrayage et du différentiel, l'essieu avant se déplace d'environ 12 cm vers l'avant, ce qui donne au véhicule un empattement plus long et atténue la lourdeur accrue causée par le principe du moteur avant et de la traction avant installés longitudinalement devant l’essieu avant.
De plus, Audi proclame une réduction de poids allant jusqu'à 70 kg grâce à l'utilisation de pièces en aluminium et à l'utilisation d'aciers à haute résistance et à plus haute résistance dans la structure. Audi équipe l'A6 C7 d'un système start-stop standard, d'une régénération de l'énergie au freinage, d'une gestion thermique active et de moteurs révisés, qui devraient réduire la consommation de carburant jusqu'à 19 %. L'A6 hérite également du système d'infodivertissement Audi MMI de l'Audi A7, qui dispose d'un écran rétractable et d'une reconnaissance de caractères.

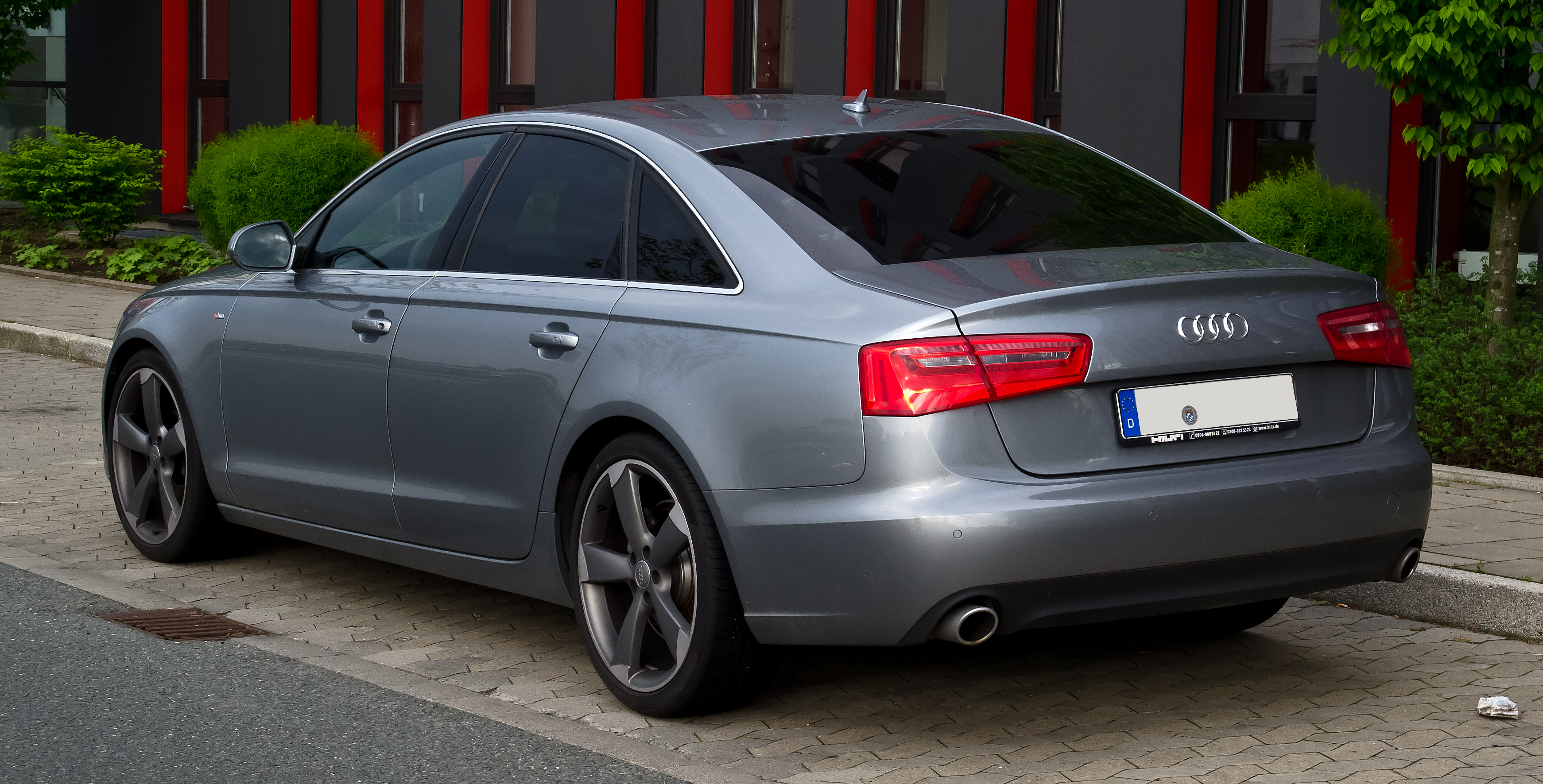
Vue arrière
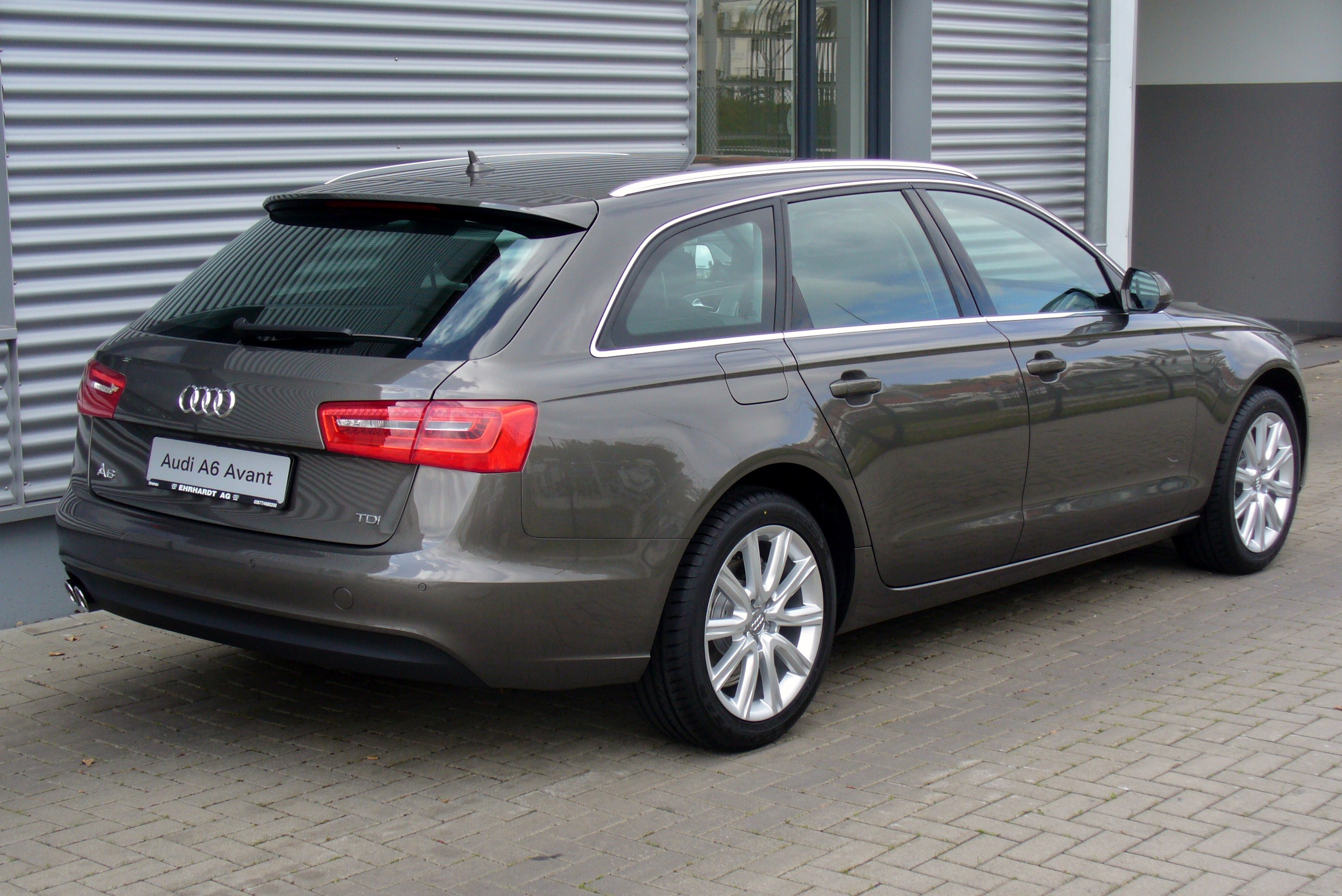
Audi A6 Avant (2011–2014)
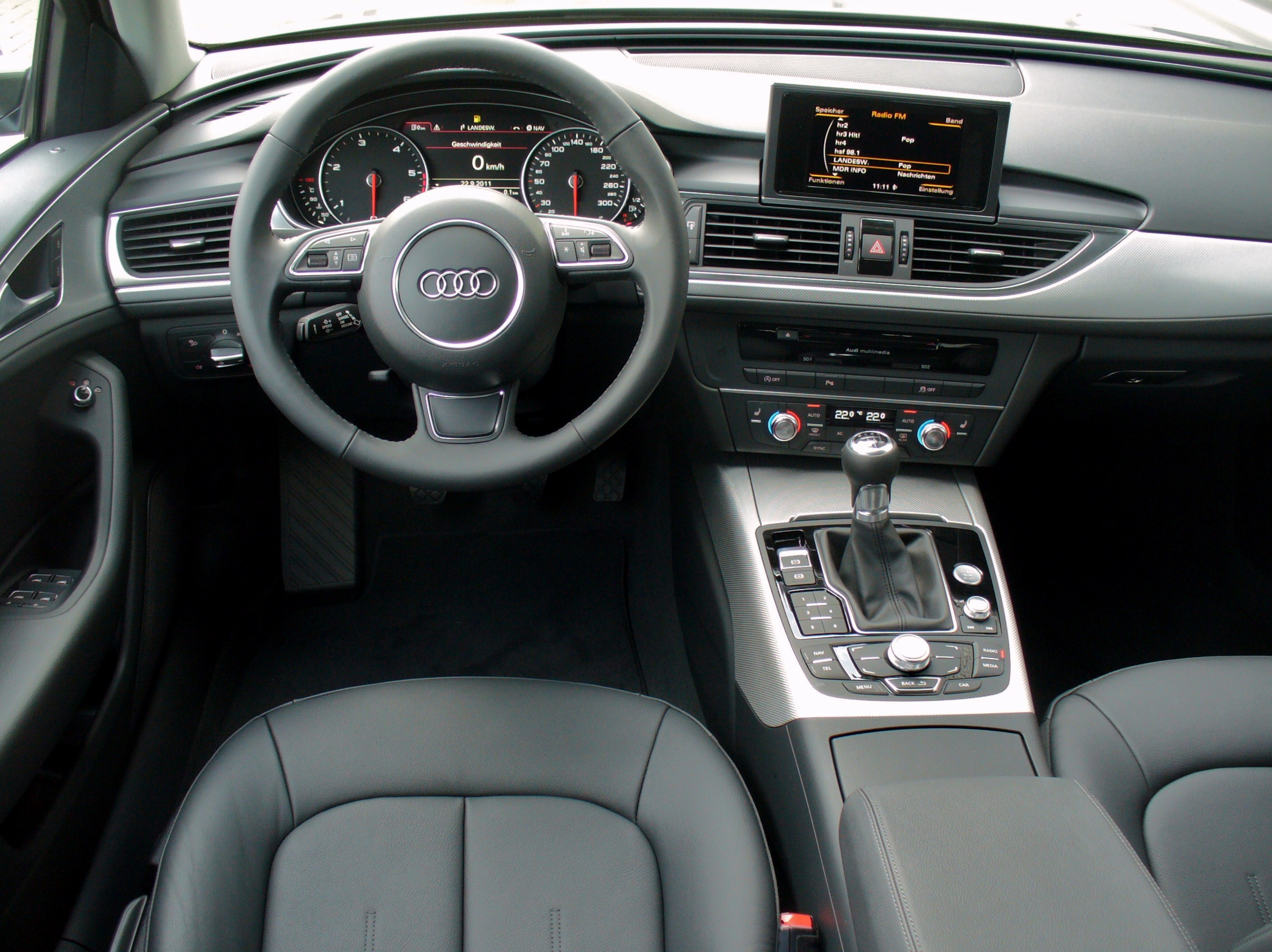
Intérieur

### Lifting
En octobre 2014, la gamme A6 a subi un lifting.
Le lifting peut être reconnu par les phares modifiés (phares à matrice LED en option), la calandre modifiée, les pare-chocs, les seuils et les feux arrière révisés, l’Audi MMI avec processeur Tegra 3 et l’accès internet LTE.
De plus, presque toute la gamme de moteurs a été techniquement optimisée en termes de performances et de consommation de carburant. Le moteur TFSI de 2.0 L délivre désormais 185 kW (252 ch) au lieu de 132 kW (180 ch) et sa boîte de vitesses à six rapports a été remplacée par la S tronic à sept rapports. Le moteur FSI de 2.8 L et 150 kW (204 ch) a été abandonné sans remplaçant. Ce qui est nouveau, cependant, c'est le moteur essence TFSI de 1.8 L et 140 kW (190 ch) et différentes versions du moteur TDI de 3.0 L a diesel propre, dont les performances vont de 160 kW (218 ch) à 240 kW (326 ch).

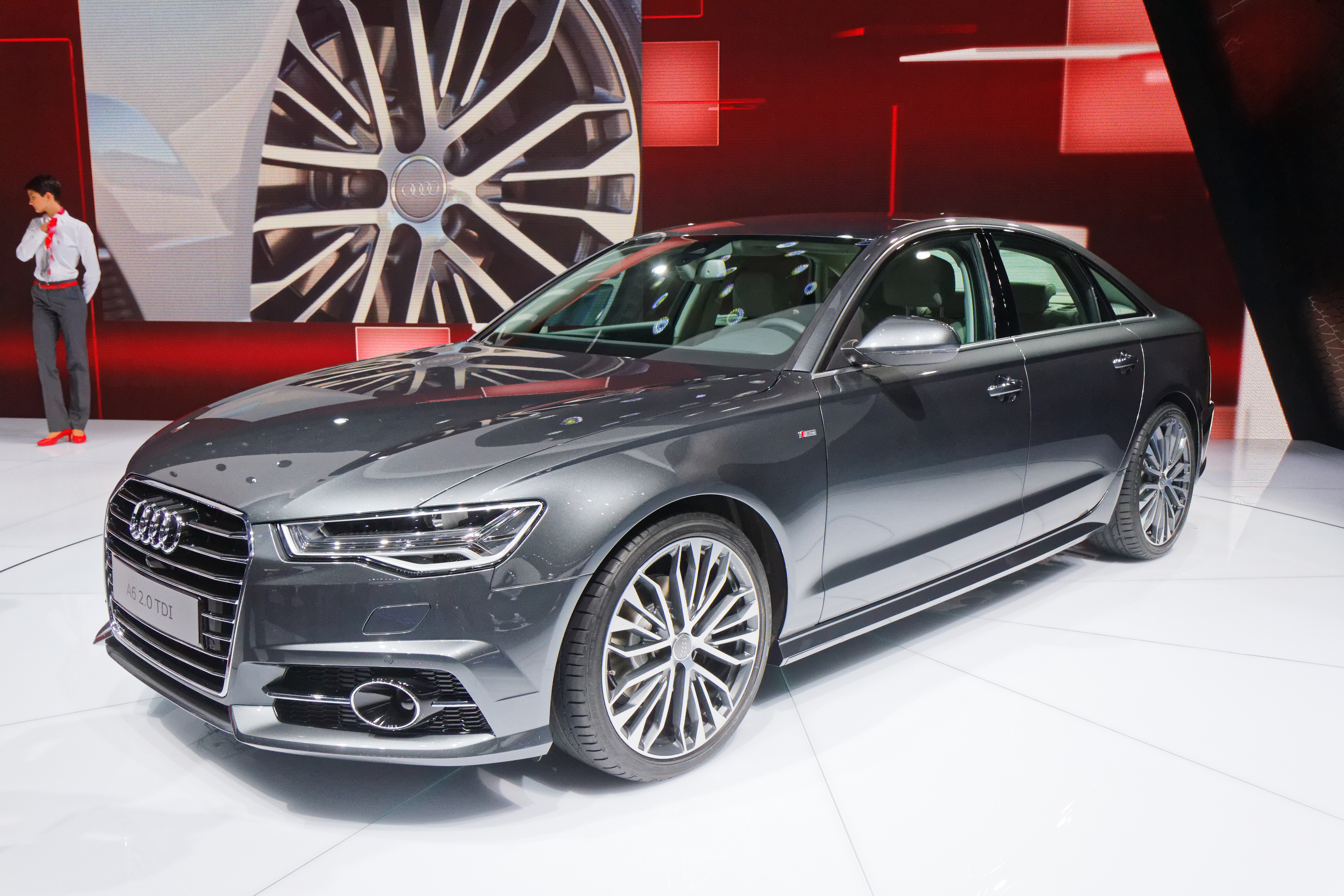
Audi A6 berline (2014–2018)
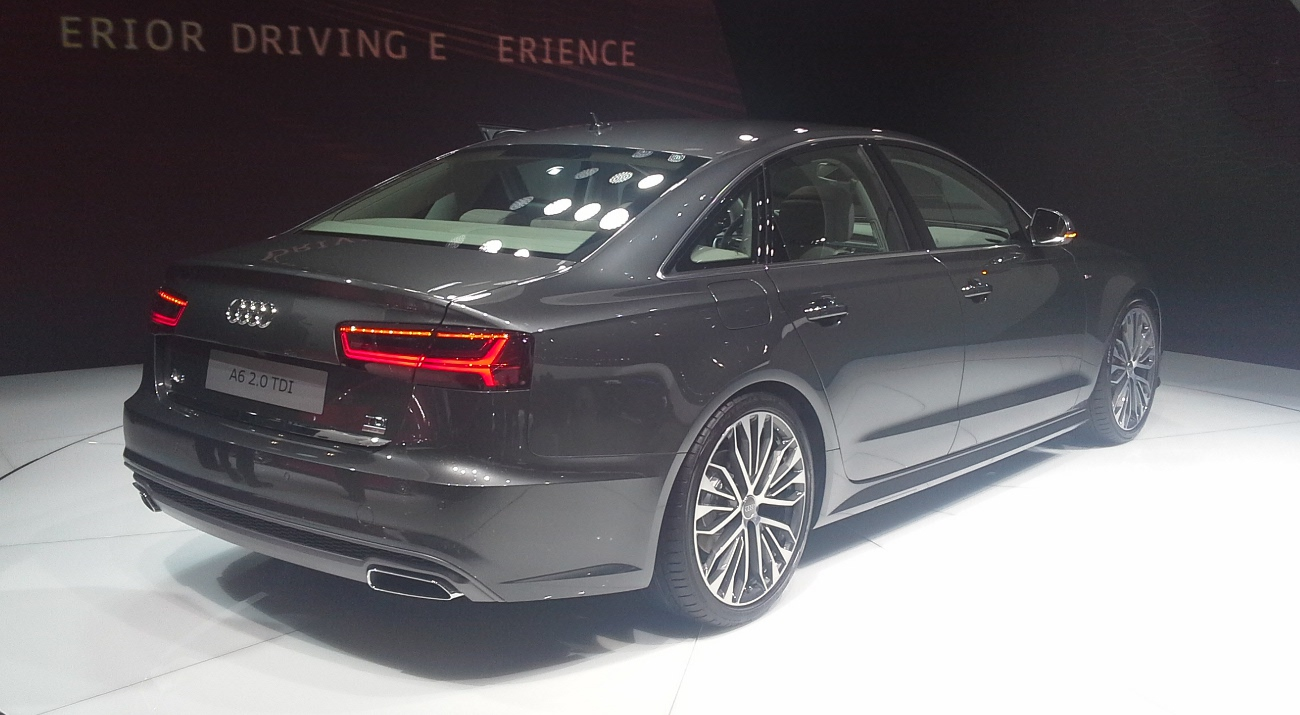
Vue arrière
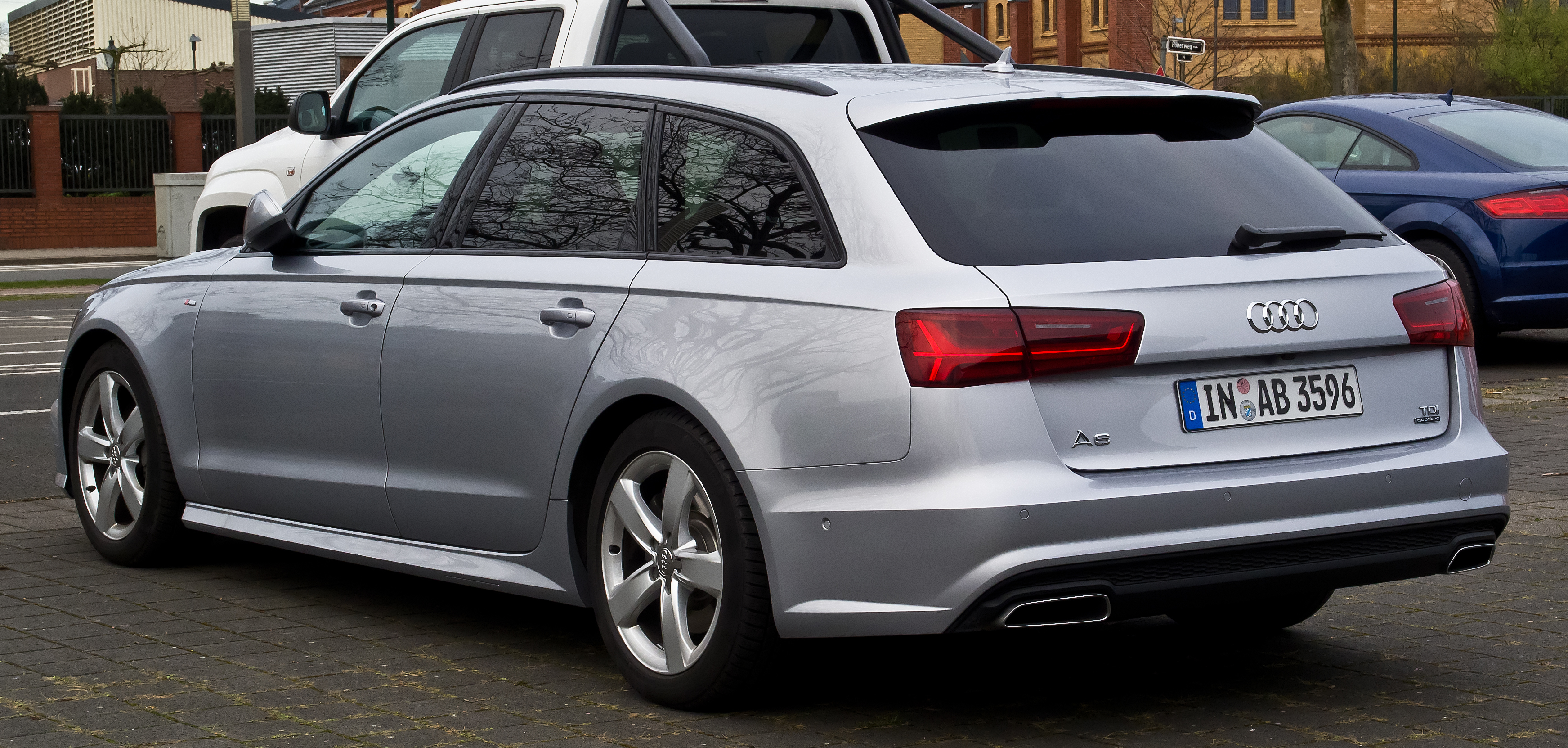
Audi A6 Avant (2014–2018)

### Scandale des émissions
Au cours du scandale des émissions de l'industrie automobile, qui dure depuis septembre 2015, plusieurs dispositifs de neutralisation illégaux ont été découverts dans différentes versions de l'Audi A6 C7 avec moteur diesel V6, ils réduisent ou désactive complètement le post-traitement des gaz d'échappement lors d'une utilisation sur route. Ceux-ci incluent une "stratégie de chauffage" spéciale qui permet une réduction des polluants au minimum lorsque le véhicule se trouve sur le banc d'essai, ainsi qu'une réduction du post-traitement des gaz d'échappement lorsque le réservoir avec la solution d'urée AUS 32 nécessaire est épuisé. En raison de la non-injection d'urée, le convertisseur catalytique SCR ne fonctionne pas ou fonctionne de manière extrêmement restreinte, ce qui signifie que les gaz d'échappement s'échappent sans entrave avec des concentrations de dioxyde d'azote élevées. Pour ces raisons, la production de l'A6 a été arrêtée en mai 2018.

## Équipement

### Systèmes d'assistance
- Systèmes de série
  - Assistant de démarrage
  - Audi Pre Sense basique
  - Régulateur de vitesse avec fonction de freinage
  - Audi Drive Select
- Systèmes disponibles en option
  - Alerte de franchissement involontaire de ligne (Audi Lane Assist/Active Lane Assist)
  - Assistant de changement de voie (Audi Side Assist)
  - Radar de régulation de distance (Adaptive Cruise Control)
  - Affichage tête haute
  - Assistant de vision nocturne avec reconnaissance de personne
  - Suspension pneumatique (Adaptive Air Suspension)
  - Caméra de recul
  - Caméra environnante
  - Aide au stationnement
  - Indicateur de limite de vitesse basé sur la caméra
  - Systèmes de direction actifs

## Motorisations
Lors de son arrivée sur le marché, l'Audi A6 était initialement disponible avec quatre moteurs V6, suivis au printemps par un moteur diesel de base, le TDI de 2.0 L révisé d'une puissance maximale de 130 kW (177 ch). Depuis décembre 2011, il existe également une version de 3.0 L du moteur TDI, avec une puissance maximale de 230 kW (313 ch) et un couple maximal de 650 Nm.
Une version hybride est disponible depuis début 2012, qui se contente de 6,2 l/100 km. La version sportive, la S6 a été présentée à l'IAA 2011, la RS6 a suivi en février 2013.
Aux États-Unis, au lieu du moteur FSI de 2.8 L, un moteur TFSI de 2.0 L avec une puissance maximale de 155 kW (211 ch) et un couple maximal de 350 Nm en combinaison avec une traction avant et, soit une transmission automatique "Multitronic" à variation continue, soit une transmission automatique "tiptronic" à 8 rapports, avec rouage intégral offerts. Le moteur TFSI de 2.0 L avec transmission quattro tiptronic est également disponible au Canada. Pour la version chinoise à empattement long, il y avait aussi un moteur essence V6 de 2,5 l d'une puissance maximale de 140 kW (190 ch) en conjonction avec la transmission automatique Multitronic à variation continue.

### Moteur hybride
En tant que véhicule hybride, l'Audi A6 hybride est capable de rouler jusqu'à 100 km/h et de parcourir un maximum de 3 km à 60 km/h en mode purement électrique. Ceci est rendu possible par une batterie lithium-ion de 1,3 kWh. Avec les batteries d'entraînement hybrides logées dans le coffre, le volume du coffre n'est que de 320 litres, soit 100 litres de moins que dans la berline normale. Si le dossier de la banquette arrière est rabattu, le coffre passe à 670 litres.
Pour le marché chinois, Audi propose également l'A6L 40 e-tron en tant que véhicule hybride rechargeable. Elle est produite par FAW-Volkswagen à l'usine de Changchun. Sa batterie lithium-ion de 14,1 kWh offre une autonomie électrique d'environ 50 km.
Les deux versions ne sont disponibles qu'en berline.

## Chiffres de vente
Dans le segment des grandes routières, 133 947 véhicules neufs ont été immatriculés en Allemagne en 2013, dont 19,5 % pour des propriétaires privés et 80,5 % pour des propriétaires commerciaux. La majorité des nouvelles immatriculations provenaient des marques Audi, BMW et Mercedes, avec un total de 126 440 véhicules. Dans les nouvelles statistiques d'immatriculation allemandes, les modèles Audi A6 et A7 se positionnent comme suit par rapport à leurs concurrentes :
| Modèle avec année de sortie | Véhicules en année pleine 2009 | Véhicules en année pleine 2010 | Véhicules en année pleine 2011 | Véhicules en année pleine 2012 | Véhicules en année pleine 2013    | Véhicules en année pleine 2014 |
| --------------------------- | ------------------------------ | ------------------------------ | ------------------------------ | ------------------------------ | --------------------------------- | ------------------------------ |
| Audi A6/A7 (2011)           | 32.887                         | 30.079                         | 46.076                         | 52.710                         | 40.813 dont particuliers : 13,2 % | 39.596                         |
| BMW Série 5 (2010)          | 34.374                         | 46.014                         | 59.756                         | 48.107                         | 44.468 dont particuliers : 14,2 % | 38.733                         |
| Mercedes Classe E (2009)    | 50.867                         | 67.409                         | 61.371                         | 45.840                         | 41.159 dont particuliers : 31,6 % | 37.117                         |